# Хасан Тахсин Узер
Вижте пояснителната страница за други личности с името Хасан Тахсин.
Хасан Тахсин бей, приел по-късно фамилията Узер (на турски: Hasan Tahsin Uzer), е османски и турски политик.

## Биография
Роден е в 1877 година в Солун, тогава в Османската империя, днес Гърция.
Баща му, хаджи Ибрахим бин Кетхуда, е търговец, от влиятелен род от село Серин, нахия Радомир, Призренска каза, а майка му, Хатидже е дъщеря на коменданта на Солунската крепост. Тахсин е приятел от детинство на Мустафа Кемал Ататюрк. Като ученик в Колежа за цивилни служители в Цариград става активист на младотурското движение.
От 1897 година работи като мюдюр в Просечен и Чеч, а от 1901 година е каймакам на Енидже Вардар (1900), Разлога, Гевгели, Лерин и Касандра. Организира обезоръжителни акции в Разлога, ръководи редица битки на османски военни и полицейски части с ВМОРО, включително по време на Илинденското въстание, както и с чети на Яне Сандански, Апостол Петков и Сава Михайлов, Леонид Янков, Дзоле Стойчев и други. Участва в сражения срещу чети на гръцката пропаганда в Леринско. Говори български език.
От началото на 1910 до септември 1912 година е мютесариф на Драмски санджак. Валия е на Ван в 1913 – 1914 г. По време на Първата световна война е валия на Ерзурум в 1914 – 1916 година – където е награден с военно отличие за заслуги, а в 1916 – 1917 година е валия на Дамаск в Сирия. В 1918 година отново е в Дамаск като последен валия преди предаването на Сирия на частите на Антантата. След поражението във войната през октомври–ноември 1918 година е валия на Айдън в Измир. По време на управлението си реорганизира административния механизъм и обръща внание на борбата срещу корупцията и отвореността на правителствените агенции към обществеността. През януари 1920 година е избран от Измир за депутат в Османския парламент. След британската окупация на града и затварянето на парламента е депортиран на Малта. На Малта пише мемоари, в които описва историята на Македония и допуснатите от османското управление грешки. След завръщането си в Турция няколко пъти е избиран за депутат във Великото национално събрание – в 1924 година от Ардахан, в 1927 година от Ерзурум и в 1933 година от Кония.
С влизането в сила на закона за фамилиите на 10 декември 1934 година приема фамилното име Узер, дадено му лично от Мустафа Кемал. На 6 септември 1935 година става началник-щаб на Трета армия.
Умира в 1939 година. Спомените му са издадени в Турция през 1979 година под редакцията на неговия син Джелалетин Узер.